# OVO Zaanstad
OVO Zaanstad (voluit: Openbaar Voortgezet Onderwijs Zaanstad) is een overkoepelende stichting in Zaanstad.
Deze stichting verzorgt voor de gemeente Zaanstad het openbaar voortgezet onderwijs en wordt bestuurd door het College van bestuur. Dit College formuleert de hoofdlijnen van beleid voor alle scholen van OVO-Zaanstad en voert die uit samen met de vestigingsdirecteuren.

## Bevoegd gezag
De stichting oefent bevoegd gezag uit op:
- Zaanlands Lyceum
- Compaen
- Bertrand Russell College
- Het Saenredam College
- Trias VMBO
- Praktijkschool De Brug.
- Zuiderzee College (samenwerkingsverband)
- Saenstroom opdc (samenwerkingsverband)

## Zaanlands Lyceum
Zaanlands Lyceum is de oudste school voor voortgezet onderwijs van de Zaanstreek.